# Municipio de San Vicente Tancuayalab
El municipio de San Vicente Tancuayalab es uno de los 59 municipios en que se encuentra dividido el estado mexicano de San Luis Potosí, localizado en la región Huasteca y en el extremo este del estado. Su cabecera es el pueblo de San Vicente Tancuayalab.

## Geografía
San Vicente Tancuayalab se encuentra en el extremo oriente de San Luis Potosí, en la Región Huasteca, sus límites territoriales son al norte y al noroeste con el municipio de Tamuín, al suroeste con el municipio de Tanlajás y al sur con Tanquián de Escobedo; al oeste limita con el estado de Veracruz de Ignacio de la Llave, correspondiendo a los municipios de Pánuco, El Higo y Tempoal. Su extensión territorial total es de 510.50 kilómetros cuadrados que representan el 0.84% del territorio del estado.

### Orografía e hidrografía
El territorio del municipio es prácticamente plano, asentado en la Llanura costera del Golfo de México y con una inclinación en sentido oeste-este hacia las costas del Golfo de México, hacia el extremo oeste del territorio hay un sector poblado por varios lomeríos de escasa altitud, alcanzado en este sector un promedio de 100 metros sobre el nivel del mar.
El principal río del municipio es el río Moctezuma, en el este del territorio, señalando el límite estatal con Veracruz, este río proviene del sur del municipio de Tanquián de Escobedo y continúa hacia el norte a lo largo de la frontera estatal, el segundo río en importancia es el río Tampaón, que proveniente del municipio de Tamuín se une al Moctezuma en los límites de ese municipio con el de San Vicente Tancuayalab.  Prácticamente todo el territorio pertenece a la Cuenca del río Moctezuma, con excepción de un pequeño sector en el extremo norte que forma parte de la Cuenca del río Tamuín y ambas de la Región hidrológica Pánuco.

### Clima y ecosistemas
El clima de todo el municipio de San Vicente Tancuayalab es Cálido subhúmedo con lluvias en verano; la temperatura media anual es superior a los 24 °C, la precipitación promedio anual de la zona sur del municipio es de 1,200 a 1,500 mm y en el resto de 1,000 a 1,200 mm.
El suroeste del municipio se dedica a la agricultura, mientras que en el resto del territorio predomina el pastizal, además de selva baja caducifolia espinosa y mediana subperennifolia. La fauna se caracteriza por las especies dominantes como: serpientes, tarántula, venado, conejo, zorro, paloma morada, codorniz, garza, coyote, zopilote, cuervo, cotorra y tórtola.

## Demografía
La población total del municipio de San Vicente Tancuayalab de acuerdo a los resultados del Conteo de Población y Vivienda del Instituto Nacional de Estadística y Geografía es de 13,358 habitantes, siendo estos 6,640 hombres y 6,718 mujeres; siendo por tanto su porcentaje de población masculina de 49.7%, la tasa de crecimiento anual de la población entre 2000 y 2005 ha sido de -1.0%, la población menor de 15 años de edad representa el 34.5% del total, mientras que el 58.5% se encuentra entre los 15 y los 64 años de edad, el 41.5% de los habitantes se encuentran en localidades de carácter urbano y el 24.9% de los habitantes mayores de cinco años de edad son hablantes de alguna lengua indígena.
| Evolución demográfica del municipio de San Vicente Tancuayalab |       |       |       |        |        |        |        |        |
|                                                                |       |       |       |        |        |        |        |        |
| Año                                                            | 1950  | 1960  | 1970  | 1980   | 1990   | 1995   | 2000   | 2005   |
| Población                                                      | 4,632 | 5,269 | 7,651 | 10,720 | 12,099 | 13,604 | 14,107 | 13,358 |

### Grupos étnicos
Los hablantes de lengua indígena en el municipio de San Vicente Tancuayalab son un total de 2,998 personas, siendo 1,518 hombres y 1,480 mujeres; de ellos, 2,914 son bilingües al español, mientras que 39 son únicamente monolingües en su lengua materna y 45 personas no especifican ésta condición. La enorme mayoría de estas personas, 2,838, son hablantes de Huasteco, existen también 136 personas hablantes de náhuatl, 2 de totonaca, y 1 de mazateco y de otomí, existen además 20 personas que no especifican cuál es la lengua indígena que hablan.

### Localidades
El municipio de San Vicente Tancuayalab tiene una totalidad de 136 localidades, las principales y su población en 2005 son las siguientes:
| Localidad               | Población |
| Total Municipio         | 13,358    |
| San Vicente Tancuayalab | 5,541     |
| San Francisco Cuayalab  | 1,548     |
| El Álamo                | 600       |
| Tantojón                | 434       |

## Política
El gobierno de San Vicente Tancuayalab le corresponde al ayuntamiento, que está conformado por el presidente municipal, un Síndico y el cabildo integrado por un Regidor electo por mayoría relativa y cinco regidores electos por el principio de representación proporcional; todos electos por voto universal, directo y secreto para un periodo de tres años no renovables para el periodo inmediato pero si de forma no continua y entran a ejerce su cargo el día 1 de octubre del año de la elección.

### Representación legislativa
Para la elección de diputados locales al Congreso de San Luis Potosí y de diputados federales a la Cámara de Diputados, San Ciro de Acosta se encuentra integrado en los siguientes distritos electorales:
Local:
- Distrito electoral local 13 de San Luis Potosí con cabecera en la ciudad Tamuín.[15]

Federal:
- Distrito electoral federal 4 de San Luis Potosí con cabecera en Ciudad Valles.[16]